# NGC 3652
NGC 3652 este o galaxie spirală situată în constelația Ursa Mare. A fost descoperită în 23 martie 1789 de către William Herschel. Se află la o distanță de 23,99 de megaparseci de Pământ.